# Fléron
Fléron (en való Fléron) és un municipi belga de la província de Lieja a la regió valona. Comprèn les antigues comunes de Fléron, Magnée, Retinne i Romsée. L'1 de gener del 2024 tenia 16.382 habitants.

## Galeria d'imatges

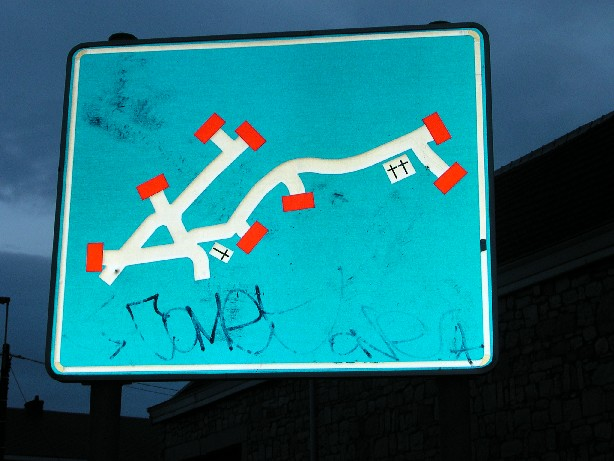
Magnée
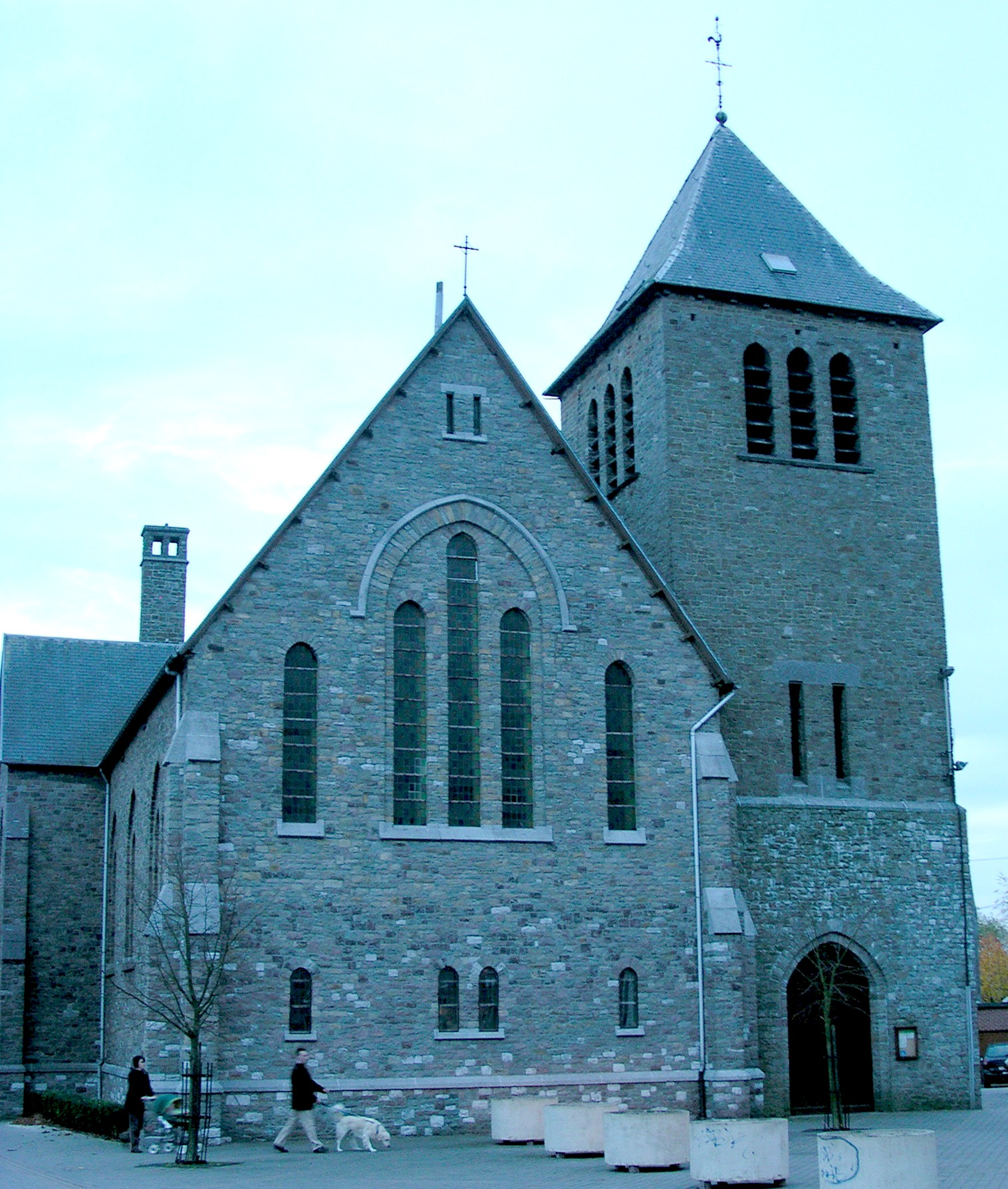
Església d'Antoni de Pàdua
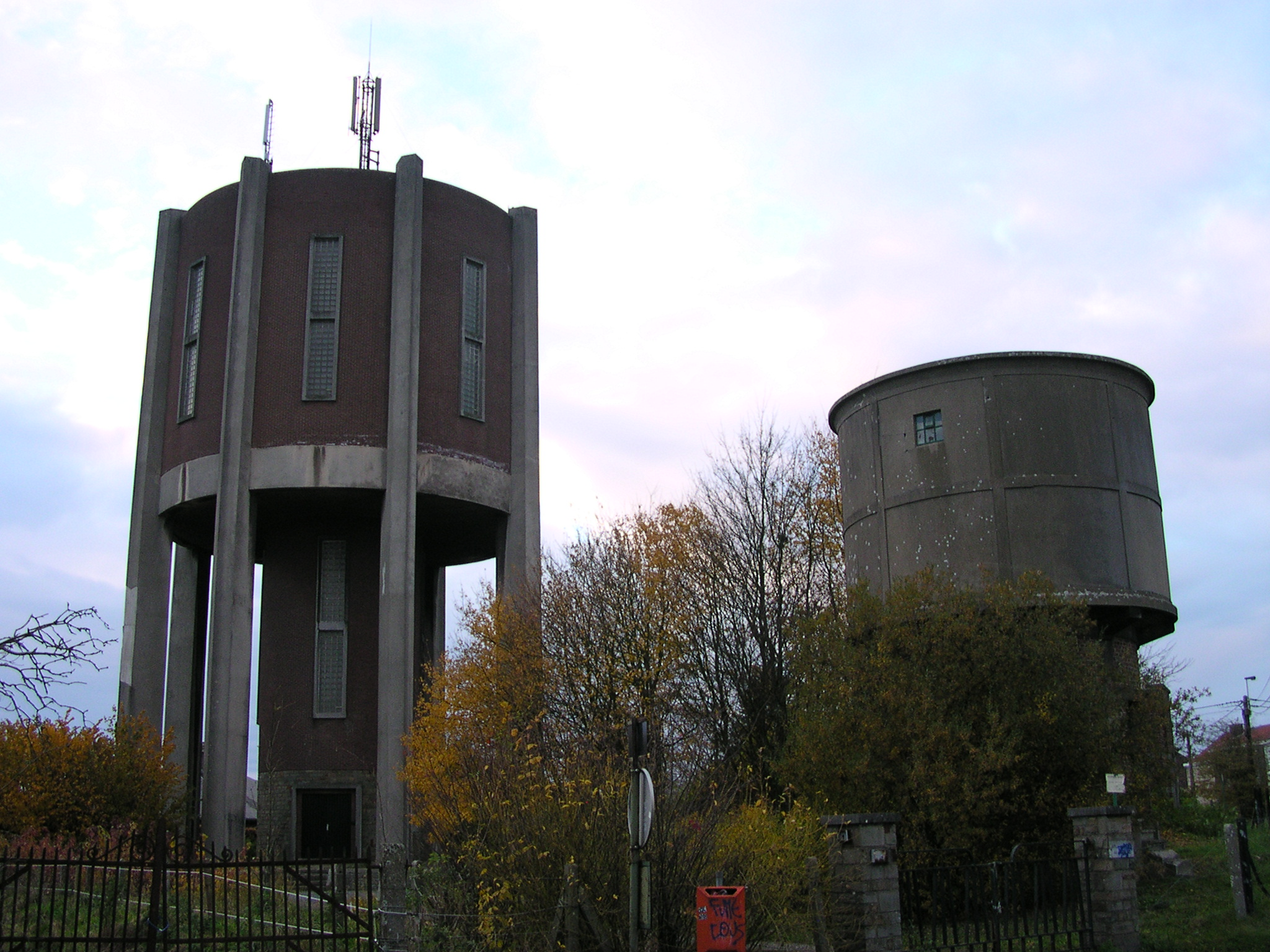
Torre d'aigua
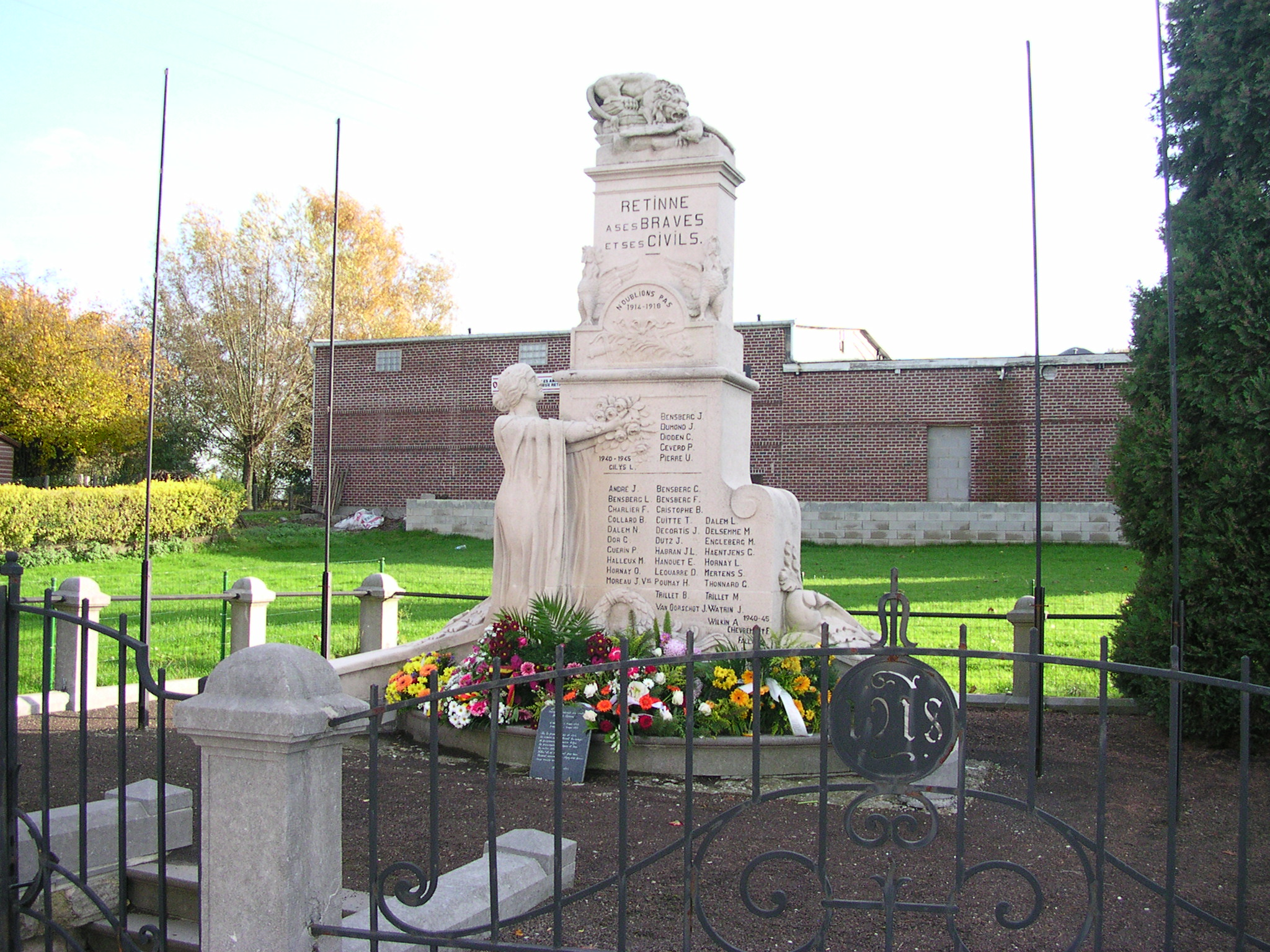
Monument a Retinne
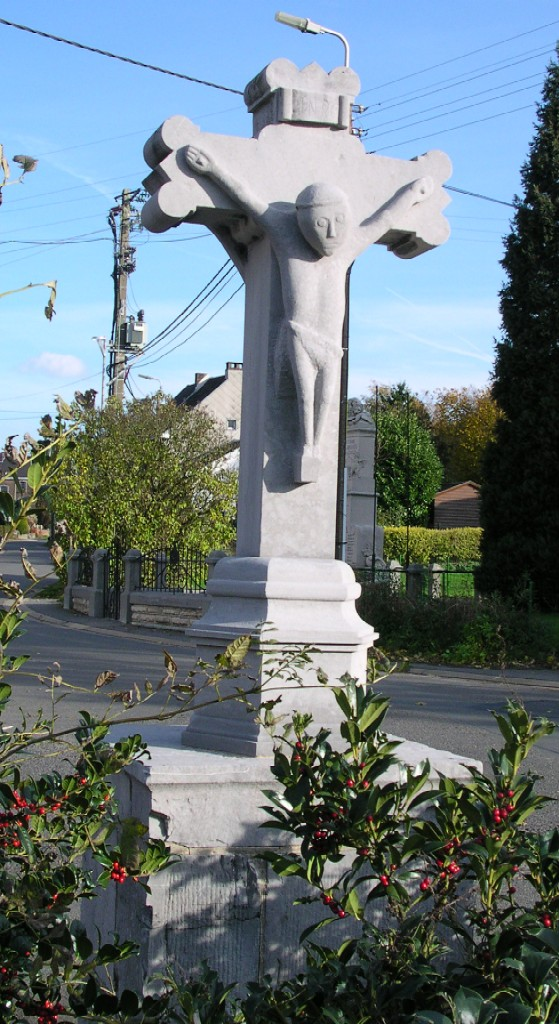
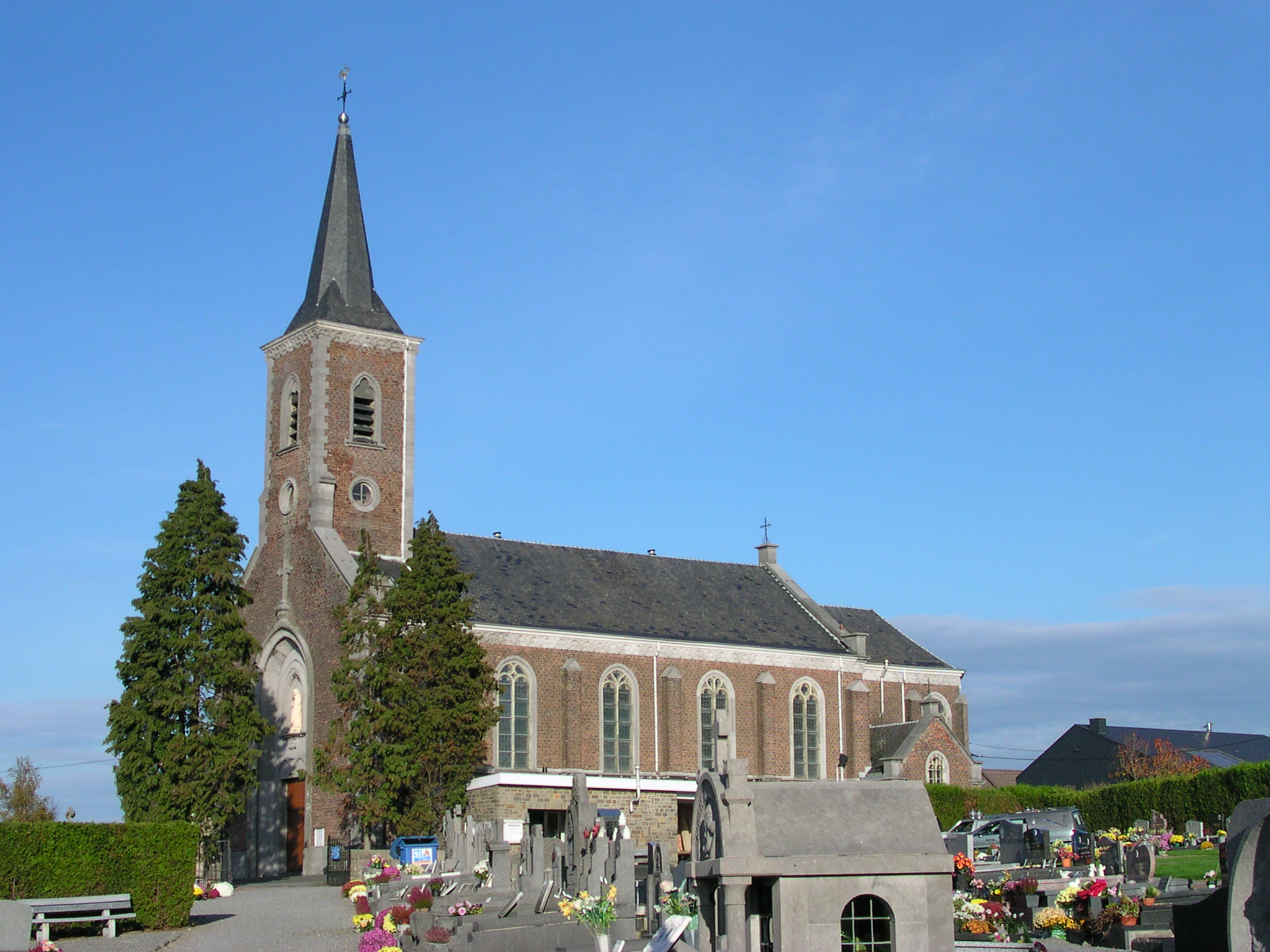
Església de Santa Juliana
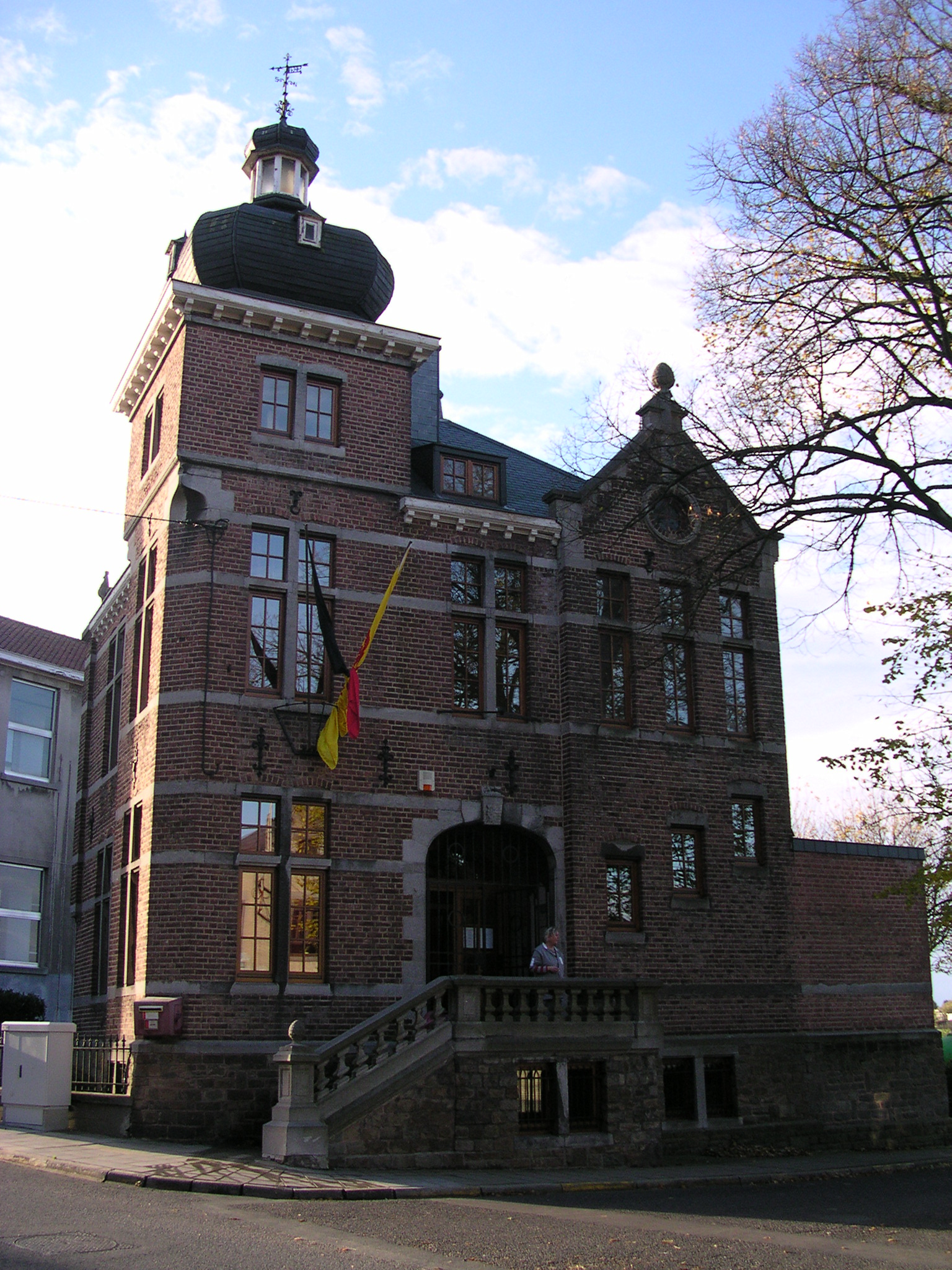
Antiga casa de la vila de Retine
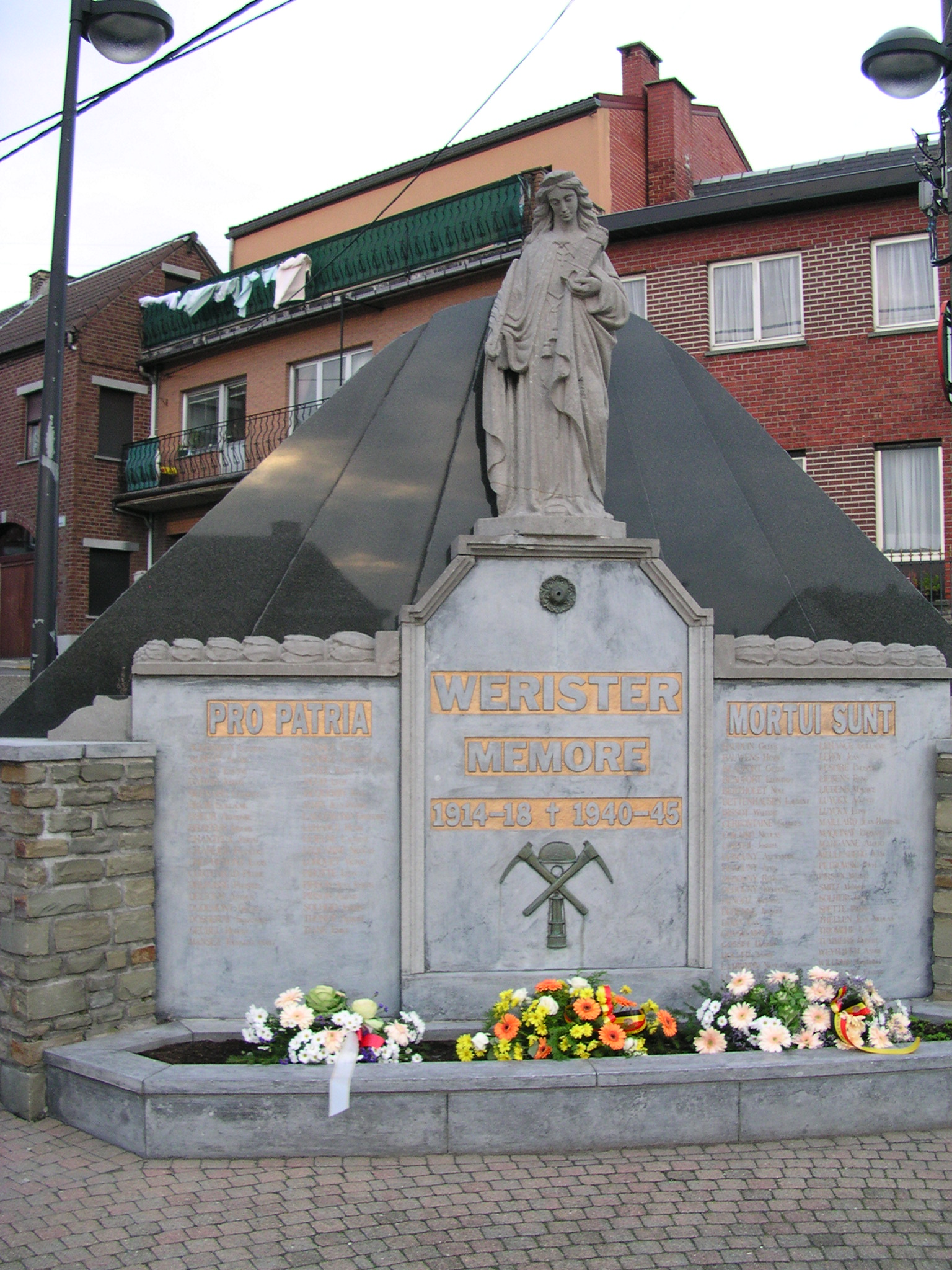
Monument als caiguts a les dues guerres mundials
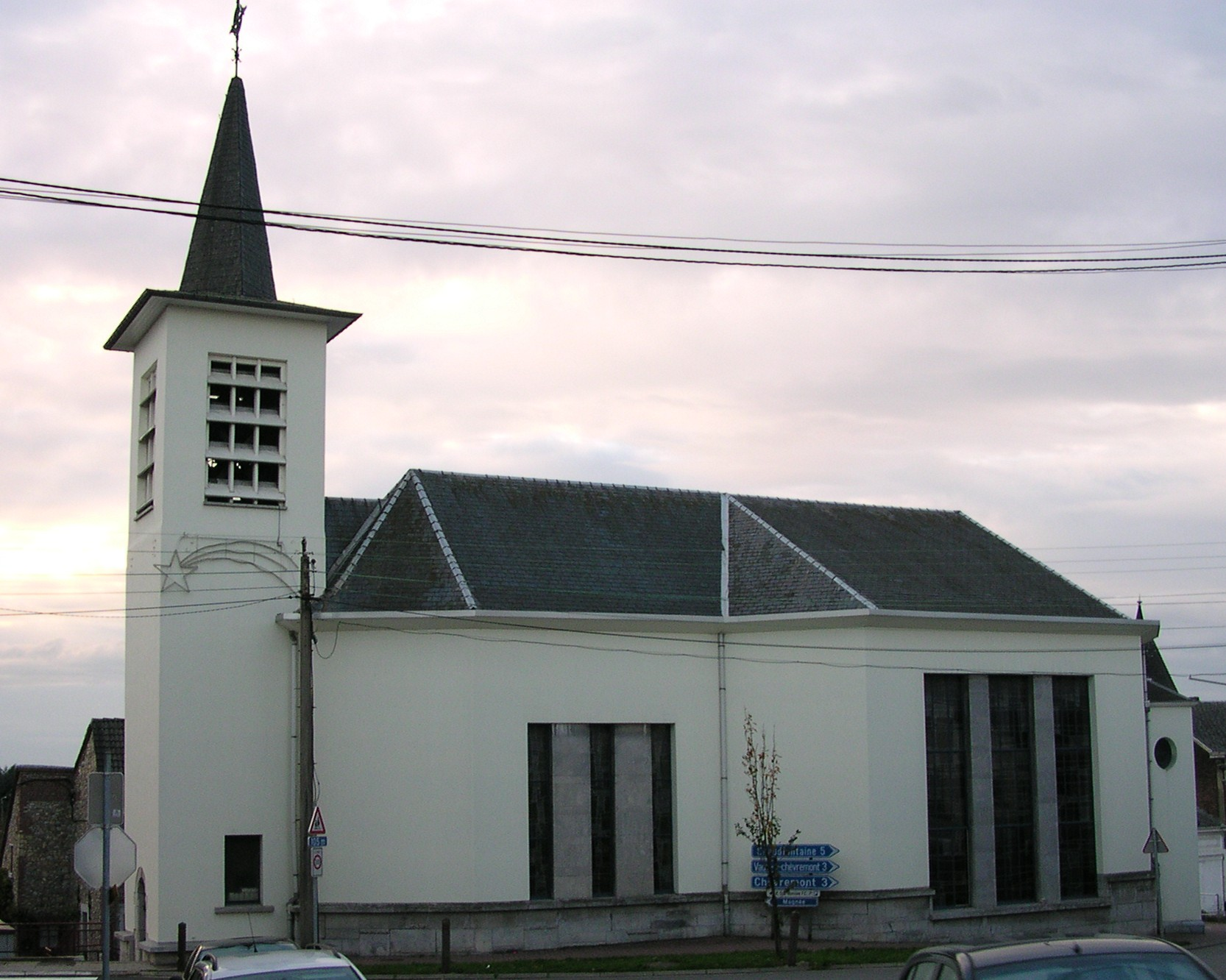
Església de Maria
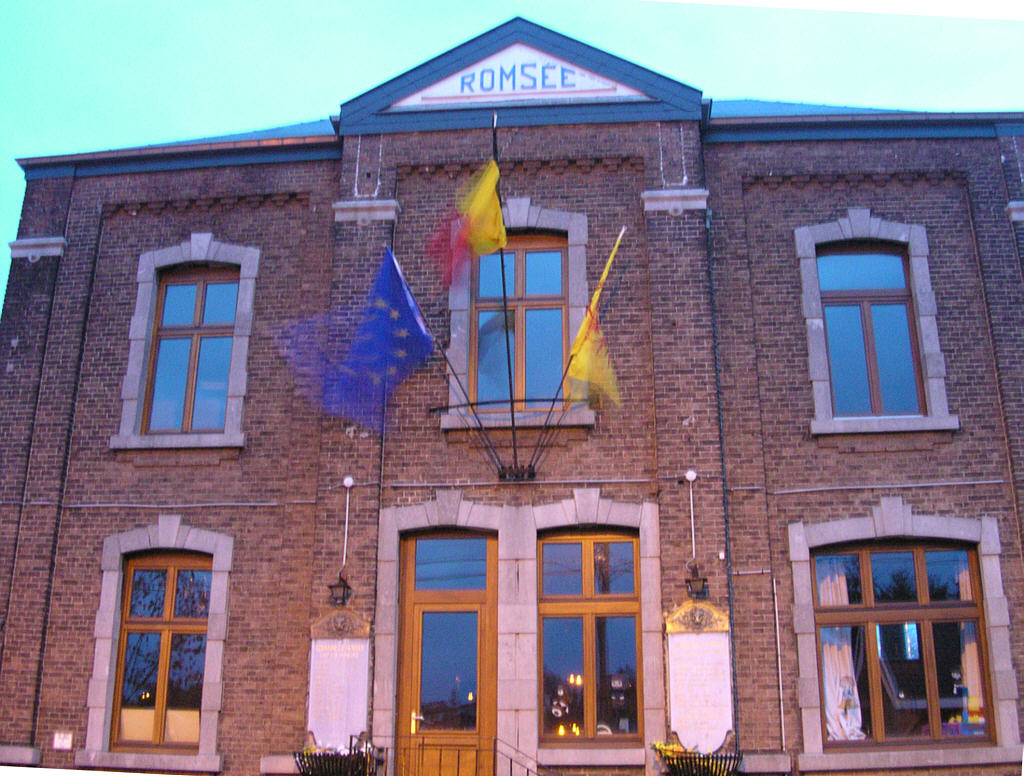
Antiga casa de la vila de Romsée
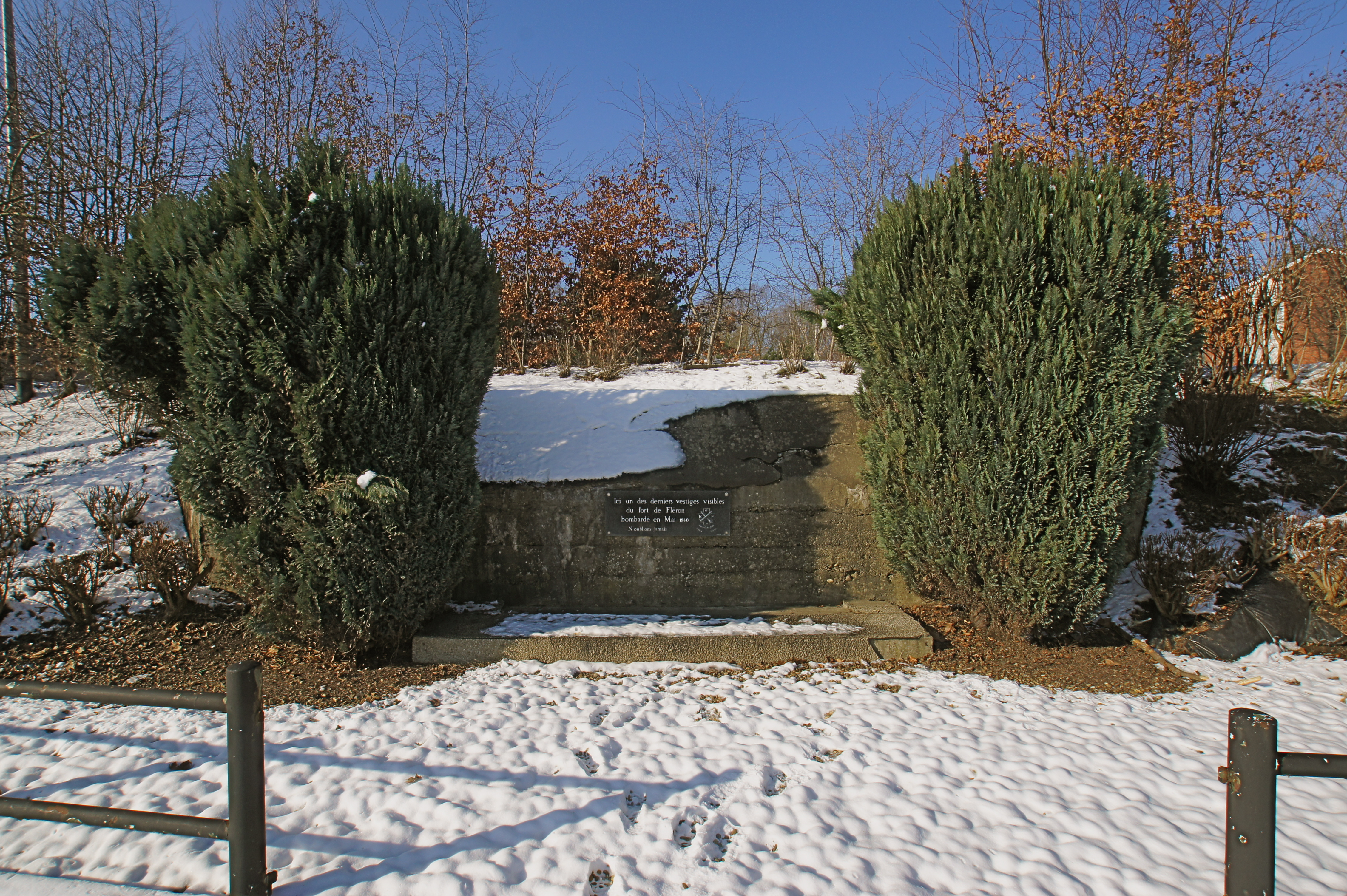
Fort de Fléron